# Clémentine Deliss
Clémentine Deliss (Londra, 1960) è una critica d'arte e antropologa britannica naturalizzata francese.
Il suo interesse di ricerca si focalizza sulla creazione di ponti tra artisti che operano in varie parti del mondo ed è quindi legato agli studi postcoloniali, ai meccanismi di funzionamento dell'oralità nelle pratiche artistiche contemporanee e su nuovi modelli espositivi.

## Biografia
Clémentine Marie Deliss nasce nel 1960 a Londra da genitori franco-austriaci. Studia arte a Vienna, consegue un B.A. in antropologia sociale e un dottorato di ricerca in filosofia su erotismo e esotismo nell'antropologia francese degli anni Venti presso il SOAS dell'Università di Londra.
Collabora come consulente per la Commissione Europea a Dakar e con diverse altre organizzazioni culturali. Ha prodotto specifici progetti di ricerca con il sostegno delle accademie d'arte di Vienna, Edimburgo, Glasgow, Bordeaux, Bergen, Copenaghen, Malmö, Stoccolma, e Londra.
Pubblica articoli su come l'arte contemporanea africana è percepita all'interno di contesti internazionali e collabora, tra le altre, con la rivista "Third Text".
Ha prodotto esposizioni come curatrice indipendente ed è l'iniziatrice di Metronome e della Future Academy.
Nel 2007 crea ed è direttore del Randolph Cliff, un programma di residenza per artisti, sostenuto dalla scuola d'arte di Edimburgo e dalle Gallerie nazionali della Scozia. 
Dal 2010 dirige il Museo der Weltkulturen (Museo delle culture del mondo) di Francoforte sul Meno in Germania.

## Attività
Tra le sue prime esposizioni negli anni Novanta Lotte or the Transformation of the Object (Styrian Autumn di Graz 1990, Accademia d'arte di Vienna 1991) e Exotic Europeans (alla Hayward Gallery di Londra).
Tra il 1992 e il 1995 è il direttore artistico di Africa 95, un festival d'arte promosso dalla Royal Academy of Arts di Londra. All'interno di questo festival cura l'esposizione Seven Stories about Modern Art in Africa alla Whitechapel Art Gallery di Londra nel 1995 alla Konsthall di Malmö nel 1996. Il catalogo di questa mostra è un'opera di riferimento sull'arte contemporanea africana. Tra il 1992 e il 1993 con una borsa di ricerca in arte africana della SOAS dell'Università di Londra organizza a Londra una serie di conferenze e seminari sulla critica dell'arte contemporanea africana.
Nel 1996 crea la rivista "Metronome", pubblicando ogni nuovo numero in una città diversa. Il primo numero è prodotto a Dakar durante la Biennale di Dakar all'interno del laboratorio Atelier Tenq organizzato al Village des Arts. Altri numeri sono pubblicati a Berlino, Basilea, Francoforte sul Meno, Vienna, Oslo, Copenaghen, Londra e Parigi. Nel 2005, come risultato delle ricerche condotte per realizzare il numero 9 della rivista "Metronome" crea insieme a Thomas Beautoux la casa editrice senza scopo di lucro "Metronome Press" dedicata alla narrativa fiction scritta da artisti.
Nel 2002 crea la Future Academy, un progetto di ricerca internazionale che ha l'obiettivo di indagare il futuro globale delle accademie d'arte coinvolgendo studenti e con il sostegno delle accademie d'arte di Edimburgo, Chelsea e Bangalore (Srishti School of Art, Design & Technology) e con il coinvolgimento di associazioni senegalesi. La Future Academy produce il Future Academy's voiceforum, un giornale orale con un sistema di commenti vocali.

### Esposizioni e pubblicazioni
- Lotte or the Transformation of the Object, Styrian Autumn di Graz 1990, Accademia d'arte di Vienna 1991
- Exotic Europeans, South Bank Centre di Londra e tour, 1990-1991
- Report on research undertaken in Nigeria con Annabelle Nwankwo, Whitechapel Gallery, 1994
- Seven Stories About Modern Art in Africa, Flammarion, New York, 1995, pp. 319. A cura di Clémentine Deliss e Salah Hassan, David Koloane, Catherine Lampert, Chika Okeke, El Hadji Sy, Wanjiku Nyachae, Everlyn Nicodemus, Whitechapel Art Gallery, London (27/09-26/11/1995), all'interno di Africa95; Malmö, Svezia (27/01-17/03/1996); Guggenheim Museum, New York (1996).
- "Metronome" dal 1996
- Strategies of presentation, SCCA, Zavod za sodobno umetnost, 2002, ISBN 961-90157-5-4, 9789619015759